# 33 Cygni
Désignations
33 Cygni (en abrégé 33 Cyg) est une étoile de la constellation boréale du Cygne. Elle est visible à l'œil nu avec une magnitude apparente de 4,30. D'après la mesure de sa parallaxe annuelle par le satellite Hipparcos, l'étoile est distante d'environ ∼ 153 a.l. (∼ 46,9 pc) de la Terre. Elle se rapproche du Système solaire à une vitesse radiale de −16 km/s. Eggen (1995) l'a répertoriée comme un candidat par son mouvement propre du superamas d'IC 2391.
33 Cygni est une étoile blanche de type spectral A3 IV–Vn, dont le spectre montre des traits intermédiaires entre celui d'une étoile blanche de la séquence principale et celui d'une sous-géante plus évoluée. La lettre « n » dans son suffixe indique que ses raies d'absorption apparaissent élargies (« nébuleuses ») en raison de sa rotation rapide. Elle tourne en effet sur elle-même à une vitesse de rotation projetée de 243 km/s. Cela donne à l'étoile une forme forme aplatie avec un bourrelet équatorial qu'on estime être 28 % plus grand que son rayon polaire.
L'étoile est environ 2,3 fois plus massive que le Soleil et elle est âgée d'environ 400 millions d'années. Son rayon est 2,76 fois plus grand que le rayon solaire, elle est 44 fois plus lumineuse que le Soleil et sa température de surface est de 8 395 K. Elle montre un excès d'émission dans l'infrarouge, ce qui suggère la présence d'un disque de débris en orbite. Sa température est estimée à 500 K et il orbiterait à une distance moyenne de 1,80 ua de son étoile hôte.